# Kízel
Kízel (en ruso: Кизел) es una ciudad del krai de Perm en Rusia, es el centro administrativo del raión Kizelovski. Está a orillas del río Kizel, afluente del Kama, y perteneciente por tanto a la cuenca hidrográfica del Volga. Le separan de Perm, la capital de la región, alrededor de 200km y está al nordeste de la misma. Está conectada al ferrocarril -construido en 1879- que va de Chusovoy a Solikamsk. Tenía 21.133 habitantes en 2008.

## Historia

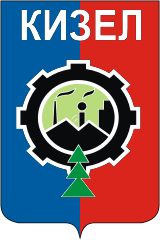
Escudo de armas de Kizel en la época soviética.

El nacimiento de la ciudad está ligado a la explotación de las minas de hierro y de carbón poco después de la mitad del siglo XVIII. La fábrica siderúrgica Kizelovski zavod empezó a dar servicio en 1789. Las minas de Staro Korchunovskaya fueron puestas en funcionamiento en 1856. En 1879 fue abierta la línea de ferrocarril Chusovoy - Solikamsk lo que propinó el auge de la industria de la explotación del carbón. Kizel es el centro de la cuenca hullera Kizelovski. La empresa Kizelugol (Кизелуголь) explota las minas de carbón y produce coque. En 1926 Kizel accede al estatus de asentamiento de tipo urbano, y en 1936, al de ciudad. A partir de la década de 1960 el declive de la minería del carbón y la falta de otros sectores de desarrollo han hecho que la población haya disminuido substancialmente.

## Demografía
| 1897  | 1959   | 1970   | 1979   | 1989   | 2002   | 2007   | 2008   |
| ----- | ------ | ------ | ------ | ------ | ------ | ------ | ------ |
| 4 400 | 60 700 | 46 300 | 39 800 | 36 746 | 23 841 | 20.529 | 21 133 |